# ديلم (منطقة جبلية)
ديلم (جمعها ديالم) كانت اسم منطقة جبلية في غيلان الداخلية بإيران. سُميَت بهذا الاسم نسبةً إلى سكانها المعروفين بالديلميين. أنشأَت كنيسة المشرق أبرشية حضرية للديلم وغيلان، حوالي عام 790 تحت حكم شوباليشو.

## طالِع أيضًا
- الدولة البويهية
- اللغة الجيلاكية
- شعب منطقة غيلان
- زيدية
- الدولة الإسماعيلية النزارية

## فهرس
- أمروز، هنري ف.؛ مرغوليوث، ديفيد س.، المحررون (1921). كسوف الخلافة العباسية. السجلات الأصلية للقرن الإسلامي الرابع، المجلد. الخامس: الجزء الختامي من تجارب الأمم بقلم مسكاويحي، المجلد الثاني: عهد المتقي والمستكفي والمعطي والطائع. أكسفورد: بيسل بلاكويل.